# Uganda National Liberation Front
Die Uganda National Liberation Front (UNLF) (deutsch etwa: „Nationale Befreiungsfront Ugandas“) war eine politische Gruppe, die von ugandischen Exilanten gegründet wurde. Sie wurde als Opposition zu Idi Amins Terrorherrschaft über Uganda gegründet mit dem Ziel, diesen zu entmachten. Die Gruppe hatte einen militärischen Flügel, die Uganda National Liberation Army (UNLA) (deutsch etwa: „Nationale Befreiungsarmee Ugandas“). Die UNLA kämpften an der Seite Tansanias im Uganda-Tansania-Krieg, der zum Sturz von Idi Amins Regime führte. Die Gruppe beherrschte Uganda nach dem Sturz Idi Amins im April 1979 bis zu den umstrittenen Parlamentswahlen im Dezember 1980.

## Gründung
Die UNLF wurde als Ergebnis eines Treffens der ugandischen Exilanten vom 24. bis 26. März 1979 in der nördlichen tansanischen Stadt Moshi am Kilimanjaro gegründet. In dem Meeting, das als Moshi-Konferenz bekannt wurde, wurden 28 Gruppen vertreten. Zu den Gruppen, die die UNLA bildeten gehörten Kikosi Maalum angeführt von Milton Obote (mit Tito Okello und David Oyite Ojok als Kommandeure); FRONASA angeführt von Yoweri Museveni; das Save Uganda Movement angeführt von Akena p’Ojok, William Omaria und Ateker Ejalu und die Uganda Freedom Union mit Godfrey Binaisa, Andrew Kayiira und Olara Otunnu in führenden Positionen.

## Führung
UNLF wurde von einem 11-köpfigen Exekutivrat regiert, ursprünglich unter dem Vorsitz von Yusuf Lule. Der Exekutivrat wurde durch einen National Consultative Council (NCC) mit einem Mitglied für jede der 28 Gruppen begleitet. Sein militärischer Arm, UNLA, kämpfte Seite an Seite mit der tansanischen Armee und im April 1979 endete mit der Besetzung Kampalas die Herrschaft Idi Amins. Dieser floh zunächst nach Libyen.

## Ablösung Amins
Nach dem Sturz von Amin am 11. April 1979 wurde eine neue Regierung unter Yusuf Lule (UNFL). Die UNLA wurde zur neuen nationalen Armee umgebildet. Die Führung der UNLF war instabil, mit Machtkämpfen, die zum Sturz Lules im Juni 1979 führten. Sein Nachfolger, Godfrey Binaisa, regierte weniger als zwölf Monate, bevor er unter Hausarrest im Mai 1980 nach einem Putsch gestellt wurde. Neuer Herrscher wurde Paulo Muwanga. Eine Präsidentenkommission wurde mit den Wahlen für Dezember 1980 geplant installiert. Die Exilanten, die die UNLF gebildet hatten, waren untereinander zerstritten gewesen. Nur die Feindschaft zu Amin hatte sie zunächst vereint.
Nach einem weithin umstrittenen Sieg für den 1959 gebildeten Uganda Volkskongress (UPC) unter der Leitung von Ex-Präsident Milton Obote, verließen viele der Gründungsmitglieder der UNLF diese, um gegen sie zu kämpfen. Die National Resistance Army (NRA) unter der Leitung von Yoweri Museveni, einem ehemaligen Mitglied des Executive Council und der UNLF, war einer von ihnen. Die UNLA wurde am 25. Januar 1986 von der Guerilla besiegt. Es gab danach einen Konflikt zwischen den Stämmen der Acholi und der Langi. Dieser führte zu einem Staatsstreich, der Tito Okello zum Präsidenten der Republik machte.